# Воинские звания и знаки различия в Народно-освободительной армии Югославии
Воинские звания и знаки различия в Народно-освободительной армии Югославии де-факто были учреждены в июле 1941 года, однако не носили официального характера. Несколько раз за время Народно-освободительной войны система воинских званий претерпевала изменения.

## Хронология

Знак различия командира партизанского отряда

В начале войны использовалась традиционная стандартная иерархия, похожая на систему воинских званий РККА:
- ефрейтор или десятник (серб. десетар)
- сержант или взводный (серб. водник)
- политический делегат взвода (серб. политички делегат вода)
- заместитель командира (серб. заменик командира)
- командир (серб. командир)
- начальник штаба (серб. начелник штаба)
- заместитель команданта (серб. заменик команданта)
- командант (серб. командант)
- заместитель политкомиссара (серб. заменик политичког комесара)
- политкомиссар (серб. политички комесар)

Чуть позже было проведено первое изменение в системе воинских званий после структуризации воинских частей «взвод — рота — батальон — отряд — группа отрядов», и тем самым появились звания командиров взводов, рот, батальонов, отряд и групп отрядов. Отличительными символами на знаках различия были обязательно присутствовавшие красные звёзды, иногда добавлялись полосы (чем больше было полос, тем выше было звание солдата). У политических комиссаров (политруков) на звёздах обязательно изображались серп и молот.
В январе 1942 года были введены новые звания. Так, официально появился заместитель командира для каждого подразделения. Были учреждены также такие воинские части, как бригада (равноценная группе отрядов) и оперативная зона. На знаках различия бригада или группа отрядов выделялись красным символом в форме буквы «Л», оперативная зона или главный штаб выделялись ромбами. Для командиров патрулей вводились зелёные полосы, по которым определялся размер подчинённого командиру патруля.
1 мая 1943 Указом Верховного штаба НОАЮ были учреждены официальные воинские звания, ставшие основными в Югославской народной армии (в порядке убывания):
- Генеральские звания: генерал-полковник, генерал-лейтенант, генерал-майор.
- Высшие офицерские звания: полковник, подполковник, майор.
- Низшие офицерские звания: капитан, лейтенант и младший лейтенант.
- Подофицерские звания: прапорщик, старший сержант, сержант, младший сержант и ефрейтор.

Указом «О произведении в звания и обеспечивании офицеров Народно-освободительной армии Югославии» в звания были произведены 2757 человек: 13 генералов (два генерал-лейтенанта, 11 генерал-майоров), 25 полковников, 67 подполковников, 189 майоров, 459 капитанов, 1124 лейтенанта и 880 младших лейтенантов. В том же месяце был издан указ «О первых награждениях». Незначительное изменение произошло лишь 22 апреля 1944, когда специальным распоряжением было определено понятие офицера.

## Сравнительная таблица
| Предвоенное деление по категориям | Февраль — июнь 1942        | Июнь 1942 — 1 мая 1943                 | 1 мая 1943 — 1945 | Окончательное деление по категориям |
| Старшие командиры (команданты)    | Командующий главным штабом | Командующий главным штабом             | Не было           | Генералы                            |
| Старшие командиры (команданты)    | Член Главного штаба        | Командир оперативной зоны              | Генерал-полковник | Генералы                            |
| Старшие командиры (команданты)    | Член Главного штаба        | Заместитель командира оперативной зоны | Генерал-лейтенант | Генералы                            |
| Старшие командиры (команданты)    | Командир бригады           | Командир бригады или группы отрядов    | Генерал-майор     | Генералы                            |
| Старшие командиры (команданты)    | Командир бригады           | Начальник штаба бригады                | Полковник         | Старшие офицеры                     |
| Старшие командиры (команданты)    | Командир группы отрядов    | Заместитель командира бригады          | Полковник         | Старшие офицеры                     |
| Старшие командиры (команданты)    | Командир отряда            | Командир отряда                        | Подполковник      | Старшие офицеры                     |
| Старшие командиры (команданты)    | Командир отряда            | Заместитель командира отряда           | Подполковник      | Старшие офицеры                     |
| Старшие командиры (команданты)    | Командир отряда            | Начальник штаба отряда                 | Подполковник      | Старшие офицеры                     |
| Старшие командиры (команданты)    | Командир батальона         | Командир батальона                     | Майор             | Старшие офицеры                     |
| Старшие командиры (команданты)    | Командир батальона         | Заместитель командира батальона        | Майор             | Старшие офицеры                     |
| Младшие командиры (командиры)     | Командир роты              | Командир роты                          | Капитан           | Старшие офицеры                     |
| Младшие командиры (командиры)     | Командир роты              | Командир роты                          | Лейтенант         | Старшие офицеры                     |
| Младшие командиры (командиры)     | Командир роты              | Заместитель командира роты             | Младший лейтенант | Старшие офицеры                     |
| Младшие командиры (командиры)     | Командир роты              | Заместитель командира роты             | Прапорщик         | Старшие офицеры                     |
| Сержанты                          | Сержант                    | Сержант                                | Старший сержант   | Младшие офицеры                     |
| Сержанты                          | Сержант                    | Сержант                                | Ефрейтор          | Младшие офицеры                     |
| Сержанты                          | Ефрейтор                   | Ефрейтор                               | Младший сержант   | Младшие офицеры                     |
| Сержанты                          | Ефрейтор                   | Ефрейтор                               | Ефрейтор          | Младшие офицеры                     |
| --------------------------------- | -------------------------- | -------------------------------------- | ----------------- | ----------------------------------- |